# Microhierax fringillarius
Il falchetto coscenere (Microhierax fringillarius (Drapiez, 1824)) è un uccello rapace della famiglia dei Falconidi.

## Descrizione
È un rapace di piccola taglia, lungo 14–17 cm e con un'apertura alare di 27–34 cm.